# Anolis poncensis
Anolis poncensis är en ödleart som beskrevs av  Leonhard Hess Stejneger 1904. Anolis poncensis ingår i släktet anolisar, och familjen Polychrotidae. Inga underarter finns listade i Catalogue of Life.